# Fédération américaine de backgammon
Pour les articles homonymes, voir FAB.
La Fédération américaine de backgammon (en anglais : United States Backgammon Federation - USBGF) est l'organisation nationale chargée de gérer et de promouvoir la pratique du backgammon aux États-Unis. Fondée le 4 février 2009 et basée à Las Vegas, elle est membre de la Fédération mondiale de backgammon (en).